# Krists Lindenblats
Krists Lindenblats (26 de mayo de 1994) es un deportista letón que compite en bobsleigh. Ganó una medalla de bronce en el Campeonato Europeo de Bobsleigh de 2024, en la prueba cuádruple.

## Palmarés internacional
| Campeonato Europeo | Campeonato Europeo  | Campeonato Europeo | Campeonato Europeo |
| Año                | Lugar               | Medalla            | Prueba             |
| ------------------ | ------------------- | ------------------ | ------------------ |
| 2024               | Innsbruck (Austria) | Medalla de bronce  | Cuádruple          |